# Сарана (приток Уфы)
Сарана́ (в верховье Большая Сарана) — река в России, протекает по Красноуфимскому району Свердловской области. Устье реки находится в 473 км по правому берегу реки Уфа. Длина реки составляет 57 км. Площадь водосборного бассейна — 663 км².

## География
Река Сарана берёт начало в 4 км к юго-западу от горы Калиновая. В верхнем течении носит название Большая Сарана. Течёт на юг, ниже посёлка Пудлинговый поворачивает на восток. Впадает в Уфу у одноимённого посёлка Сарана.
Наиболее крупные притоки (от истока до устья): Сосновый, Турышинский, Журавлинский, Малая Сарана, Сосновка, Чёрная Речка, Грязный Лог, Сухой Ключ, Сабарда, Колодешный Лог.
Вблизи устья у посёлка Сарана на реке образован крупный пруд. В реке хорошо ловится хариус.

## Данные водного реестра
По данным государственного водного реестра России относится к Камскому бассейновому округу, водохозяйственный участок реки — Уфа от Нязепетровского гидроузла до Павловского гидроузла, без реки Ай, речной подбассейн реки — Белая. Речной бассейн реки — Кама.
Код объекта в государственном водном реестре — 10010201112111100021350.